# Zmienność Garmana–Klaasa
Zmienność Garmana–Klaasa – estymator wariancji dziennej stóp zwrotu aktywa finansowego, oparty na cenach otwarcia, zamknięcia, maksymalnych i minimalnych w danym okresie. Zaproponowany przez Marka Garmana i Michaela Klaasa w 1980 roku, wykazuje znacznie wyższą efektywność niż klasyczne estymatory oparte wyłącznie na cenach zamknięcia czy zakresie Parkinsona. Estymator GK minimalizuje błąd średniokwadratowy w modelu ruchu Browna z zerowym dryftem i stałą wariancją, co zostało potwierdzone zarówno w oryginalnej publikacji, jak i w licznych pracach rewizyjnych i porównawczych.

## Tło historyczne
Garman i Klass zbudowali swój estymator w oparciu o założenie, że logarytmiczne stopy zwrotu podążają za ruchem Browna z zerowym dryfem i stałą wariancją. Wykazali, że wykorzystując dane z czterech punktów cenowych (open, high, low, close) można uzyskać znacznie efektywniejszą estymację wariancji niż przy użyciu jedynie ceny zamknięcia czy samego zakresu cenowego.

## Estymator Garmana–Klaasa
Model Garmana–Klaasa przyjmuje następujące założenia:
1. Logarytmiczne zwroty {\displaystyle r_{t}=\ln(P_{t}/P_{t-1})} podążają za ruchem Browna z zerowym dryfem.
2. Wariancja procesu jest stała w danym okresie.

Estymator jest dany wzorem:
{\textstyle {\hat {\sigma }}_{\mathrm {GK} }(T)={\sqrt {\frac {1}{T}}}{\sqrt {\sum _{i=1}^{T}{\Bigl [}{\tfrac {1}{2}}{\bigl (}\ln {\tfrac {H_{i}}{L_{i}}}{\bigr )}^{2}-\,(2\ln 2-1){\bigl (}\ln {\tfrac {C_{i}}{O_{i}}}{\bigr )}^{2}{\Bigr ]}}}}
gdzie {\displaystyle T} jest liczbą okresów (najczęściej dni), {\displaystyle H}, {\displaystyle L}, {\displaystyle O} i {\displaystyle C}, to odpowiednio cena najwyższa, najniższa, otwarcia i zamknięcia.

## Zastosowania
Estymatora używa się dla szeregów czasowych, na przykład do modelowania kursów walutowych lub zachowań kryptowalut.